# Jacobus Horcicki
Jacobus Horcicky (1575-1622), também conhecido pelo nome latino Sinapius, era Alquimista tcheco de origem humilde que chegou a ser responsável pela farmácia real  de Praga e favorito do Imperador Rodolfo II da Germânia por te-lo curado de uma enfermidade (em 1608), tendo recebido título nobiliárquico “De Tepenecz".
Com a presumida compra pelo Imperador do Manuscrito Voynich, adquirido de um desconhecido, Sinapius tentou sua tradução, mas não há confirmação de que tenha conseguido algum êxito.
Daí em diante foi proprietário do manuscrito desde a morte do Imperador (1612), talvez recebido do colecionador de livros (falecido em 1614), até sua própria morte em 1622, data em que o manuscrito passa a mãos desconhecidas (provavelmente “Georgius Barschius”). Sua assinatura aparece escrita na primeira página em tinta desvanecida pelo tempo, hoje só visível com luz infravermelha. 
Esses relatos parecem ser provas de que o Manuscrito Voynich realmente existia naquela época (1608), não sendo uma falsificação moderna que teria sido feita, por exemplo, pelo próprio Wilfrid Michael Voynich em 1911-1912, como chegou a ser pensado recentemente.
Acredita-se que Jacobus tenha amealhado uma fortuna vendendo um elixir “Curatudo” batizado como "Aqua-Sinapius", talvez o mesmo com o qual curou o Imperador Rodolfo II, tendo com isso ganho sua completa confiança.